# Луан Емера
Анн Пешер (фр. Anne Peichert; нар. 26 листопада 1996, Енен-Бомон, Франція) — французька співачка і акторка, яка виступає під псевдонімом Луан Емера (фр. Louane Emera), або просто Луан. Найбільш відома тим, що є півфіналісткою другого сезону The Voice: la plus belle voix у Франції. Пізніше Луан отримала роль у комедії «Сім'я Бельє», відзначеній премією «Сезар». Також була представницею Франції на Пісенному конкурсі Євробачення 2025 з піснею «Maman».

## Життєпис
Анн Пешер народилася у французькому місті Енен-Бомон, розташованому в департаменті Па-де-Кале. Її батько, Жан-П'єр Пешер — француз польсько-німецького походження; мати, Ізабель Пінто дос Сантос — бразилійка, яка народилася в Португалії. Анн має чотирьох рідних сестер і одного брата.
Луан — сирота — її виконання «Imagine» було присвячене батькові, який помер лише за три місяці до появи в «Голосі», а її мати померла у 2014 році після тривалої хвороби. Луан Емера каже, що батькам часто доводилося її карати через її гіперактивність, але вона багато чого навчилася завдяки дисципліні, батьки завжди ставилися до неї з любов'ю. Співачка часто дякує батькам за свій успіх.
У 2008 році Луан взяла участь у пісенному конкурсі «L'École des stars», організованому французькою телекомпанією «Direct 8».

## Кар'єра

### The Voice: la plus belle voix
2013 року, завдяки участі у другому сезоні The Voice: la plus belle voix, відбувся перший її справжній прорив. Під час прослуховування вона виконала «Un homme heureux» Вільяма Шеллера, і всі чотири тренери — Флоран Паньї, Дженіфер, Луї Бертіньяк та Гару повернули крісла. Луан обрала команду Луї Бертіньяка. Епізод її «сліпого прослуховування» транслювався 16 лютого 2013 року.
23 березня 2013 року, під час раунду музичних боїв, вона змагалася з Діаною Еспір, і вони обидві інтерпретували пісню Наталі Імбурлії «Torn». Під час живих прослуховувань Луан співала «Les moulins de mon cœur» Мішеля Леграна і була врятована завдяки голосуванню. 27 квітня 2013 року вона виконала «Call Me Maybe» Карлі Рей Джепсен і її врятував тренер-наставник. Завдяки «Imagine» Леннона, присвяченій її померлому батькові, її знову врятували голосуванням. Але у півфіналі після виконання «Quelqu'un m'a dit» Карли Бруні Луан в сумі мала 74 бали, тоді як інший півфіналіст команди Луї Бертіньяка набрав 76. Відповідно, Луан залишила змагання.
Усі півфіналісти та фіналісти, разом з Луан, взяли участь у післясезонному турі Францією.

### ПісляThe Voice
Після її появи в «Голосі» Ерік Лартіґо помітив її і зняв у фільмі «Сім'я Бельє», в якому вона зіграла роль 16-річної Паули, яка є єдиною людиною, що чує в родині глухих людей. Її персонажка співала низку пісень Мішеля Сарду, зокрема «Je vole». Як наслідок, вона була відзначена в номінації «Найперспективніша акторка» на 40-й церемонії вручення кінопремії «Сезар».
5 лютого 2015 року виступила на розігріві перед концертом Джессі Джей у Парижі. Її дебютний студійний альбом Chambre 12 вийшов 2 березня 2015 року і мав великий успіх. Її сингл «Avenir» також очолив французькі чарти.
У 2017 році її вокал прозвучав у треку «It Won't Kill Ya» з дебютного альбому The Chainsmokers Memories...Do Not Open.
2025 року представляла Францію на Пісенному конкурсі Євробачення 2025.